# Bernardo Provenzano
Bernardo Provenzano (Corleone, Sicilia, 31 de enero de 1933-Milán, Lombardía, 13 de julio de 2016) conocido como Zu Binnu («Tío Bernardo») o U tratturi («El tractor», debido a su determinación para disparar y matar) fue el máximo dirigente de la Cosa Nostra siciliana hasta su detención en 2006.

## Biografía
Su carrera mafiosa y escalada criminal comenzó en la década de 1950, cuando se convirtió, junto a Salvatore Totò Riina y Calogero Bagarella, en lugarteniente del jefe Corleonesi Luciano Leggio (conocido como Luciano Liggio y apodado «Lucianeddu»). Su primer trabajo fue liquidar a Francesco Streva, del clan contrario de Michele Navarra. El mafioso escapó en un primer momento, pero el 10 de septiembre de 1963 fue asesinado. 8 días después, el 18 de septiembre de 1963, Provenzano, buscado por la policía, se vio obligado convertirse oficialmente en fugitivo (hasta su captura en 2006) debido a otra feroz guerra, esta vez desatada por el jefe criminal palermitano Michele Cavataio contra otros clanes de Palermo. La misma alcanzó su pico más alto con la masacre de Ciaculli, en la que un coche-bomba colocado por la gente de Cavataio para matar a Salvatore «Ciaschiteddu» Greco, jefe de la primera Comisión de Cosa Nostra, se cobró la vida de 7 policías. En represalia, durante una reunión en Zürich varios jefes mafiosos decidieron eliminar a Cavataio. Así que, el 10 de diciembre de 1969, Provenzano, Calogero Bagarella (cuñado de Salvatore Toto Riina) y Gaetano Grado entraron en la oficina de la empresa Moncada y provocaron un intenso tiroteo. Cavataio, antes de morir, asesinó a Bagarella e intentó disparar a Provenzano, pero se había quedado sin balas. Provenzano intentó disparar con su ametralladora, pero se le había atascado, así que para salvar su vida, Provenzano le golpeó con la culata y posteriormente lo remató de un balazo con una pistola.
En mayo de 1974, Leggio es arrestado y condenado a cadena perpetua por el asesinato de Michele Navarra. Entonces, Riina se convirtió en jefe de los Corleonesi mientras que Provenzano en subjefe. En 1981, Riina y Provenzano desataron la segunda guerra de la mafia en la que fueron asesinados los jefes palermitanos Stefano Bontate, Salvatore Inzerillo y varios familiares del jefe 'scappati' Tommaso Buscetta. Riina y Provenzano se hicieron con el control de Cosa Nostra, después de vencer a la poderosa mafia capitalina de Palermo. Los Corleonesi dominaron Sicilia, y Riina se erigió en el máximo representante, mientras que Provenzano pasó a un supuesto segundo plano.
Aunque los Corleonesi tenían el control absoluto de la Cosa Nostra, 2 jefes palermitanos sobrevivientes como Tommaso Buscetta y Salvatore Contorno decidieron convertirse en delatores (en venganza por la masacre de sus familiares) y así fue como sus declaraciones ayudaron al fiscal antimafia Giovanni Falcone a desarrollar el Maxi proceso. En 1987, la justicia los condenó a ambos en el Maxi Proceso a cadena perpetua en rebeldía por su ausencia, dado que eran fugitivos en busca y captura. Según los conocedores de los entresijos de la Cosa Nostra, Provenzano fue el que manejó la organización durante medio siglo. En 1995, tras las detenciones de Riina y su cuñado Leoluca Bagarella, Provenzano asumió el control total de la organización. Destacados «pentiti» o arrepentidos mafiosos (colaboradores de la justicia), como Salvatore Cancemi y Gioacchino Pennino, aseguraron que Provenzano siempre mantuvo el «control político» dentro de la Cosa Nostra, mientras que Riina fue en realidad «el jefe militar».
A Provenzano se le relaciona con 127 asesinatos mafiosos perpetrados en los años 1970 y 1980, delitos por los que estaba condenado en rebeldía a cadena perpetua. Provenzano estuvo en paradero desconocido durante 43 años. Apoyado en la omertà (‘pacto de silencio’) que rige en la mafia, y tal vez ayudado por personalidades importantes de la vida siciliana, Provenzano pasó todo ese tiempo en la isla discretamente. Se llegó a asegurar que había muerto. Nadie lo reconocía y su voz nunca fue interceptada o reconocida por teléfono.
La única foto que se conocía de Provenzano era de 1958, lo que le permitió incluso burlar una vez más a las autoridades italianas en 2005, cuando viajó a Francia para operarse de próstata en un hospital de Marsella, en el que se alojó bajo la identidad de un jubilado siciliano. El mafioso, por el que se ofrecía una recompensa de 2,5 millones de euros, llegó a presentar un formulario de la sanidad siciliana para poder ser intervenido en el extranjero sin necesidad de pagar, y pasó a la Región de Sicilia la factura de la operación y de los siete días que estuvo ingresado.
Bernardo Provenzano fue finalmente detenido el 11 de abril de 2006 en su natal Corleone tras 42 años prófugo, acusado de otros 50 homicidios ocurridos entre 1970 y 1991 entre ellos los del comerciante Libero Grassi, de las masacres del capo Michele Cavataio y de las mujeres (madre y hermana) del delator Francesco Marino Mannoia etc. Fue recluido en la cárcel de alta seguridad de Terni. 
La primera audiencia del juicio se celebró en la Sala Penal de Apelación de Palermo, con la que tanto Riina como Provenzano estaban conectados, y tras realizarse varios trámites de procedimiento, el juez Giovanni Micciche la suspendió hasta el 9 de mayo. El Tribunal de Palermo, ante el que se desarrolló el proceso, revocó la orden de contumacia de Provenzano, con lo que se ponía fin, desde el punto de vista técnico y procesal, a su situación de huido durante 43 años. Una vez en videoconferencia, Provenzano mantuvo una conversación telefónica con su abogado, Franco Marasa, que asistía al juicio en Palermo. El abogado de Provenzano dio a conocer en Palermo una declaración en la que aseguraba: «Soy atentamente tratado y observado en la sección hospitalaria de la cárcel de Terni». Además, mostró su sorpresa por la iniciativa tomada unos días antes desde Estados Unidos por una persona que decía ser familiar suyo y que pidió la intervención de la Cruz Roja para verificar que recibía la debida asistencia médica. En este sentido, Provenzano indicó en su declaración que no entendía «el interés de esa persona, que se dice pariente». 
En 2011 el capo de la Cosa Nostra pidió el arresto domiciliario y salir del aislamiento por problemas de salud. Obtuvo el permiso para chequear su estado de salud, y según el Giornale di Sicilia padecía la enfermedad de Parkinson que le produjo una isquemia.
Provenzano murió el 13 de julio de 2016 en el hospital milanés de San Paolo a causa de una infección pulmonar.